# Terra do Pecado
Terra do Pecado foi o primeiro romance publicado por José Saramago, em 1947, pela Editorial Minerva, ano em que nasceu sua filha, Violante. Com a publicação de Levantado do chão, em 1980, Saramago ganha notoriedade e, na década de 1990, seu primeiro romance, que havia sido esquecido e rejeitado, volta a figurar entre suas grandes publicações do final do século passado, conquistando seu devido espaço.
Em entrevista ao jornal O Independente, em 17 de maio de 1991, dizia o escritor sobre este seu primeiro romance:
"Escrevi o meu primeiro livro aos 25 anos, em 1947. Chamava-se a "Viúva". Foi publicado pela Minerva, mas o editor achou que "A Viúva" não era um título comercial e sugeriu que se chamasse "Terra do Pecado".

Pobre de mim, queria era ver o livro editado e assim saiu. De pecados sabia muito pouco e, embora a história comporte alguma actividade pecaminosa, não eram coisas vividas, eram coisas que resultavam mais das leituras feitas do que duma experiência própria. Não o incluo na minha bibliografia, apesar de os meus amigos insistirem que não é tão mau como eu teimo em dizer. Mas como o título não foi meu e detesto aquele título...
Acho que é por isso que resisto a aceitá-lo. Um dia, quem sabe se não reconhecerei a paternidade uma vez que há por aí exemplares. Ainda outro dia encontrei um, numa dessas bancas em segunda mão, e paguei por ele oito contos. Com desconto, porque o homem reconheceu-me e abateu-me quinhentos escudos. Um preço completamente disparatado e exorbitante."